# Stéphan Raheriharimanana
Stéphan Raheriharimanana (* 16. August 1993 in Toamasina) ist ein madagassischer Fußballspieler, der aktuell bei Voltigeurs de Châteaubriant in Frankreich spielt.

## Verein
2010 wechselte Raheriharimanana in die Jugendabteilung von OGC Nizza und absolvierte zwei Jahre später auch erste Spiele in der Reservemannschaft. Während der Saison 2015/16 kam er zu seinen einzigen vier Einsätzen in der Ligue 1. Anschließend wechselte er weiter zum Zweitligisten Red Star Paris, mit dem er in die Drittklassigkeit abstieg und sein Vertrag der Winterpause 2018/19 aufgelöst wurde. Im Sommer 2019 ging er dann zu JS Saint-Pierre auf Réunion und feierte dort das Double aus Meisterschaft und Pokalsieg. Anschließend wechselte er zurück nach Frankreich und steht seitdem beim Viertligisten Voltigeurs de Châteaubriant unter Vertrag.

## Nationalmannschaft
Von 2016 bis 2017 absolvierte Raheriharimanana fünf Partien für die A-Nationalmannschaft von Madagaskar.

## Erfolge
- Réunionischer Meister: 2019
- Réunionischer Pokalsieger: 2019